# Snowboard-Weltmeisterschaften 2001
Die 4. FIS Snowboard-Weltmeisterschaften fanden vom 22. bis 28. Januar 2001 in Madonna di Campiglio (Italien) statt.

## Männer

### Parallelslalom
| Platz | Land       | Sportler           |
| ----- | ---------- | ------------------ |
| 1     | Schweiz    | Gilles Jaquet      |
| 2     | Schweden   | Daniel Biveson     |
| 3     | Österreich | Stefan Kaltschütz  |
| 4     | Österreich | Lukas Grüner       |
| 5     | Kanada     | Jasey-Jay Anderson |
| 6     | Italien    | Walter Feichter    |
| 7     | Slowenien  | Dejan Košir        |
| 8     | Frankreich | Mathieu Bozzetto   |

Datum: 26. Januar 2001

### Parallel-Riesenslalom
| Platz | Land               | Sportler         |
| ----- | ------------------ | ---------------- |
| 1     | Frankreich         | Nicolas Huet     |
| 2     | Frankreich         | Mathieu Chiquet  |
| 3     | Vereinigte Staaten | Anton Pogue      |
| 4     | Schweden           | Daniel Biveson   |
| 5     | Frankreich         | Mathieu Bozzetto |
| 6     | Österreich         | Dieter Krassnig  |
| 7     | Österreich         | Werner Ebenbauer |
| 8     | Deutschland        | Mathias Behounek |

Datum: 24. Januar 2001

### Riesenslalom
| Platz | Land               | Sportler           |
| ----- | ------------------ | ------------------ |
| 1     | Kanada             | Jasey-Jay Anderson |
| 2     | Slowenien          | Dejan Košir        |
| 3     | Italien            | Walter Feichter    |
| 4     | Deutschland        | Markus Ebner       |
| 5     | Österreich         | Felix Stadler      |
| 6     | Vereinigte Staaten | Chris Klug         |
| 7     | Kanada             | Mark Fawcett       |
| 8     | Österreich         | Stefan Kaltschütz  |

Datum: 22. Januar 2001

### Boardercross
| Platz | Land        | Sportler            |
| ----- | ----------- | ------------------- |
| 1     | Schweiz     | Guillaume Nantermod |
| 2     | Deutschland | Markus Ebner        |
| 3     | Österreich  | Alexander Maier     |
| 4     | Schweden    | Jonte Grundelius    |
| 5     | Schweden    | Markus Jonsson      |
| 6     | Schweden    | Pontus Ståhlkloo    |
| 7     | Österreich  | Lukas Grüner        |
| 8     | Argentinien | Mariano López       |

Datum: 28. Januar 2001

### Halfpipe
| Platz | Land        | Sportler           |
| ----- | ----------- | ------------------ |
| 1     | Norwegen    | Kim Christiansen   |
| 2     | Norwegen    | Daniel Franck      |
| 3     | Finnland    | Markus Hurme       |
| 4     | Deutschland | Xaver Hoffmann     |
| 5     | Spanien     | Iker Fernández     |
| 6     | Deutschland | Jan Michaelis      |
| 7     | Schweden    | Magnus Sterner     |
| 8     | Kanada      | Guillaume Morisset |

Datum: 27. Januar 2001

## Frauen

### Parallelslalom
| Platz | Land               | Sportler           |
| ----- | ------------------ | ------------------ |
| 1     | Frankreich         | Karine Ruby        |
| 2     | Frankreich         | Isabelle Blanc     |
| 3     | Italien            | Carmen Ranigler    |
| 4     | Deutschland        | Sandra Farmand     |
| 5     | Polen              | Jagna Marczułajtis |
| 6     | Österreich         | Maria Pichler      |
| 7     | Schweden           | Sara Fischer       |
| 8     | Vereinigte Staaten | Stacia Hookom      |

Datum: 26. Januar 2001

### Parallel-Riesenslalom
| Platz | Land               | Sportler                    |
| ----- | ------------------ | --------------------------- |
| 1     | Schweiz            | Ursula Bruhin               |
| 2     | Vereinigte Staaten | Rosey Fletcher              |
| 3     | Österreich         | Manuela Riegler             |
| 4     | Deutschland        | Heidi Renoth                |
| 5     | Frankreich         | Karine Ruby                 |
| 6     | Vereinigte Staaten | Sondra van Ert              |
| 7     | Italien            | Dagmar Mair unter der Eggen |
| 8     | Schweden           | Sara Fischer                |

Datum: 24. Januar 2001

### Riesenslalom
| Platz | Land               | Sportler                    |
| ----- | ------------------ | --------------------------- |
| 1     | Frankreich         | Karine Ruby                 |
| 2     | Frankreich         | Isabelle Blanc              |
| 3     | Italien            | Dagmar Mair unter der Eggen |
| 4     | Vereinigte Staaten | Sondra van Ert              |
| 5     | Italien            | Carmen Ranigler             |
| 6     | Vereinigte Staaten | Rosey Fletcher              |
| 7     | Österreich         | Manuela Riegler             |
| 8     | Kanada             | Melissa Barclay             |

Datum: 23. Januar 2001

### Boardercross
| Platz | Land       | Sportler            |
| ----- | ---------- | ------------------- |
| 1     | Frankreich | Karine Ruby         |
| 2     | Frankreich | Emmanuelle Duboc    |
| 3     | Kanada     | Dominique Vallée    |
| 4     | Frankreich | Marie Laissus       |
| 5     | Russland   | Marija Tichwinskaja |
| 6     | Japan      | Yoko Miyake         |
| 7     | Frankreich | Nathalie Desmares   |
| 8     | Kanada     | Maëlle Ricker       |

Datum: 28. Januar 2001

### Halfpipe
| Platz | Land       | Sportler            |
| ----- | ---------- | ------------------- |
| 1     | Frankreich | Doriane Vidal       |
| 2     | Norwegen   | Stine Brun Kjeldaas |
| 3     | Finnland   | Sari Grönholm       |
| 4     | Schweiz    | Fabienne Reuteler   |
| 5     | Finnland   | Minna Hesso         |
| 6     | Kanada     | Lori Glazier        |
| 7     | Schweden   | Janet Jonsson       |
| 8     | Italien    | Romina Masolini     |

Datum: 27. Januar 2001

## Medaillenspiegel
| Platz  | Land        |    |    |    |    |
| ------ | ----------- | -- | -- | -- | -- |
| 1      | Frankreich  | 5  | 4  | 0  | 9  |
| 2      | Schweiz     | 3  | 0  | 0  | 3  |
| 3      | Norwegen    | 1  | 2  | 0  | 3  |
| 4      | Kanada      | 1  | 0  | 1  | 2  |
| 5      | USA         | 0  | 1  | 1  | 2  |
| 6      | Deutschland | 0  | 1  | 0  | 1  |
| 6      | Schweden    | 0  | 1  | 0  | 1  |
| 6      | Slowenien   | 0  | 1  | 0  | 1  |
| 9      | Italien     | 0  | 0  | 3  | 3  |
| 9      | Österreich  | 0  | 0  | 3  | 3  |
| 11     | Finnland    | 0  | 0  | 2  | 2  |
| Gesamt | Gesamt      | 10 | 10 | 10 | 30 |